# Sam Mangwana
Sam Mangwana (* 21. Februar 1945 in Kinshasa) ist ein Sänger und Komponist aus der Demokratischen Republik Kongo.

## Biographie
Mangwana, dessen Mutter aus Angola und dessen Vater aus Simbabwe stammt, wuchs in Kinshasa auf, wo er die Musik dort auftretender internationaler Künstler hörte. Vor allem die Musik kubanischer Künstler beeinflusste nicht nur ihn, sondern prägte überhaupt die gesamte Entwicklung kongolesischer Musik. Anfangs war er Sänger einer Schülerband. Nachdem ihn 1963 der Bandleader Tabu Ley Rochereau entdeckt hatte, wurde er Mitglied von dessen Soukous-Band African Fiesta.
Später sang er bei mehreren erfolgreichen Bands, zunächst bei dem von ihm selbst mitgegründeten Festival des Maquisards. Diese Formation löste sich 1969 auf. Anschließend wirkte er von 1972 bis 1975 bei TP OK Jazz von Franco mit, wechselte dann für kurze Zeit zu Tabu Leys Afrisa International. 1976 startete er eine Solokarriere und ließ sich von den African All Stars begleiten.
Außer in Kinshasa lebte und arbeitete er zudem in Brazzaville, Lagos, Accra und Abidjan. Auf der Basis all der überall dort erworbenen Kenntnisse von den jeweiligen verschiedenen Regionalstilen afrikanischer Popmusik schuf er eine Synthese einer panafrikanischen Popmusik, da „die schwarzafrikanische Musik, von einigen regionalen Varianten abgesehen, weitgehend einheitlich“ sei.
Für den Titel Minha Angola verlieh ihm die angolanische Regierung 1975 den Titel Nationaler Künstler.

## Diskographie
- With Festival des Maquisards, 1977
- Waka Waka, 1978
- Maria Tebbo, 1979
- Georgette Eckins, 1979
- Matinda, 1979
- Affaire Disco, 1981
- Est-ce Que Tu Moyens?, 1981
- Cooperation, 1982
- Affaire Video, 1982
- N'Simba Eli, 1982
- Bonne Annee, 1983
- In Nairobi, 1984
- Aladji, 1987
- For Ever, 1989
- Lukolo, 1989
- Capita General, 1990
- Megamix, July 1990
- Rumba Music, 1993
- No Me Digas No, 1995
- Galo Negro, 1998
- Sam Mangwana Sings Dino Vangu, 2000
- Volume 1 Bilinga Linga 1968/1969, 2000
- Volume 2 Eyebana 1980/1984,  2000
- Very Best of 2001, 2001
- Cantos de Esperanca, 2003
- Lubamba, 2016

## Sekundärliteratur
- Wolfgang Bender: Sweet Mother: Moderne afrikanische Musik Trickster, München 1985; ISBN 3-923804-10-5
- Ronnie Graham: World of African Music: Stern’s Guide to Contemporary African Music Pluto, London 1992; ISBN 0745305520